# إيرول تومسون
إيرول تومسون هو لاعب هوكي الجليد كندي، ولد في 28 مايو 1950 في سمرسايد، كندا ‏ في كندا.

## وصلات خارجية
- إيرول تومسون على موقع دوري الهوكي الوطني (الإنجليزية)
- إيرول تومسون على موقع قاعة مشاهير الهوكي (لاعب أن.إتش.أل) (الإنجليزية)
- إيرول تومسون على موقع EliteProspects.com (الإنجليزية)
- إيرول تومسون على موقع HockeyDB.com (الإنجليزية)
- إيرول تومسون على موقع Hockey-Reference.com (الإنجليزية)